# Центральный (Таштагольский район)
Центра́льный — посёлок в Таштагольском районе Кемеровской области. Входит в состав Каларского сельского поселения.

## География
Центральная часть населённого пункта расположена на высоте 422 м над уровнем моря.

## Население
| 2010 |
| ---- |
| 168  |

### Половой состав
По данным Всероссийской переписи населения 2010 года, в посёлке Центральный проживало 168 человек (96 мужчин, 72 женщины).